# Ivailo Yordanov (luchador)
Ivailo Gueorguiev Yordanov –en búlgaro, Ивайло Георгиев Йорданов– (Vratsa, 11 de abril de 1966) es un deportista búlgaro que compitió en lucha grecorromana. Ganó tres medallas en el Campeonato Europeo de Lucha entre los años 1988 y 1992.

## Palmarés internacional
| Campeonato Europeo | Campeonato Europeo       | Campeonato Europeo | Campeonato Europeo |
| Año                | Lugar                    | Medalla            | Categoría          |
| ------------------ | ------------------------ | ------------------ | ------------------ |
| 1988               | Kolbotn (Noruega)        | Medalla de oro     | 90 kg              |
| 1991               | Aschaffenburg (Alemania) | Medalla de plata   | 90 kg              |
| 1992               | Copenhague (Dinamarca)   | Medalla de plata   | 90 kg              |